# Véronique mouron-d'eau
Veronica anagallis-aquatica
Espèce
Classification phylogénétique
Statut de conservation UICN

 LC  : Préoccupation mineure
La véronique mouron d'eau ou mouron aquatique (Veronica anagallis-aquatica L.) est une plante herbacée vivace poussant dans les lieux humides, à petites fleurs bleues ou mauves.

## Taxonomie
Elle appartient au genre Veronica et à la famille des Plantaginaceae. Les véroniques étaient auparavant classées dans la famille des Scrophulariaceae, ensuite dans celle des Plantaginaceae, sous-famille des Veronicoideae, selon la classification phylogénétique APG II.

## Écologie et habitat
Plante très répandue dans toute l'Europe occidentale. Elle n'est pas à proprement parler aquatique, mais pousse toujours à proximité immédiate de l'eau (bord des rivières et des ruisseaux, lacs, lieux détrempés). On peut la rencontrer en montagne, où sa floraison est tardive,  jusqu'à 1 500 mètres environ. Floraison de juin à septembre.

## Description

### Morphologie générale et végétative
Plante vivace de taille moyenne, glabre, souvent assez ramifiée, à tige érigée, quadrangulaire et creuse. Feuilles vert tendre opposées, assez longues et étroites, ovales à lancéolées, légèrement dentées, les supérieures engainant la tige.

### Morphologie florale
Inflorescence en racème (grappe) à long pédoncule. Fleurs hermaphrodites très petites (5 mm environ), à 4 pétales bleus ou mauves portant à leur base des raies violettes. Calice à quatre sépales légèrement plus petits que les pétales. La pollinisation peut se faire par les insectes (mouches), mais la plante est également autogame.

### Fruit et graines
Le fruit est une petite capsule glabre plus ou moins circulaire, légèrement échancrée.

## Utilisation culinaire
Feuilles et tiges peuvent être utilisées crues en salade ou cuites.
Elles peuvent être contaminées par la douve du foie et donc ne doivent pas être consommées crues en cas de risque (pâturages proches).